# Waal (powiat Ostallgäu)
Waal – gmina targowa w południowych Niemczech, w kraju związkowym Bawaria, w rejencji Szwabia, w regionie Allgäu, w powiecie Ostallgäu, wchodzi w skład wspólnoty administracyjnej Buchloe. Leży w Allgäu, około 27 km na północny wschód od Marktoberdorfu.

## Demografia
| Rok  | Liczba mieszk. |
| ---- | -------------- |
| 1970 | 1 737          |
| 1987 | 1 784          |
| 2000 | 2 013          |

## Polityka
Wójtem gminy jest Alois Porzelius, wcześniej funkcję wójta obejmował Josef Demmler. W skład rady gminy wchodzi 14 osób.
|      | Bürgerblock | FW Waalhaupten | Neue Liste/Zieloni | Bürgerforum Emmenhausen-Bronnen | Razem |
| 2008 | 6           | 2              | 2                  | 4                               | 14    |
| 2002 | 7           | 2              | 2                  | 3                               | 14    |